# Great Thatch
Pour les articles homonymes, voir Thatch.
Great Thatch est une île inhabitée des îles Vierges britanniques. C'est l'une des îles les plus à l'ouest du territoire. On pense qu'elle tire son nom du célèbre pirate Edward Teach (mieux connu sous le nom de « Barbe Noire »), bien qu'il n'y ait que peu de preuves qu'une quelconque navigation dans les îles Vierges.

## Historique
Bien qu'inhabitée, elle était autrefois occupée et disposait d'un bureau de douane et d'un lieu d'échange de courrier qui serait livré à Charlotte-Amélie par bateau.
L'île fut le théâtre d'actes de désobéissance civile importants en 1856, trois ans après que la communauté britannique des Îles Vierges se soit largement enfuie pendant l'insurrection de 1853. Le 24 novembre 1856, le sous-trésorier de Tortola chercha à s'emparer d'un bateau. appartenant à un habitant de Thatch Island, comme on l'appelait alors, pour commercer sans permis. Il fut agressé et son équipage sévèrement battu. Deux jours plus tard, quatre agents de police furent dépêchés pour arrêter les délinquants, mais, lors de leur arrivage, ils furent bloqués par une foule de 40 à 50 personnes. Ils persistèrent dans leur volonté de procéder à leur arrestation et furent, eux aussi, sévèrement battus. Le lendemain, une trentaine d'hommes, principalement des agents de police des zones rurales, dont 12 armés, débarquèrent sur l'île pour apaiser la situation, ne pas arriver à linsubordination et appréhender les auteurs des violences. En l’occurrence, c’est uniquement l’intervention de missionnaires wesleyens influents parmi les habitants qui permit de procéder à des arrestations sans autre violence. Isaac Dookhan cite cela comme un exemple de l'esprit général d'agitation qui régnait dans le territoire au cours des années 1850.

## Ruines
Il reste encore beaucoup de ruines sur l’île, bien qu’il soit extrêmement difficile d’y accéder car les sentiers sont envahis par la végétation.

## Parc national
L’île appartenait autrefois à des particuliers, mais a été rachetée par le gouvernement des îles en septembre 1997 et est maintenant un parc national.
L'île est un habitat naturel de l'anolis cristatellus, l'anolis stratulus et du gecko sphaerodactylus macrolepis.